# Seliza variata
Seliza variata är en insektsart som beskrevs av Melichar 1902. Seliza variata ingår i släktet Seliza och familjen Flatidae. Inga underarter finns listade i Catalogue of Life.